# دوختسوو
دوختسوو (به چکی: Duchcov) یک منطقهٔ مسکونی و شهرستان دارای شهرک سابقاً روستا در جمهوری چک است که در ناحیه تپلیتسه واقع شده‌است. دوختسوو ۹٬۱۱۴ نفر جمعیت دارد.